# Gvarv
Gvarv est une localité de la commune de Midt-Telemark, comté du Telemark en Norvège. Gvarv compte 980 habitants au 1er janvier 2012, et est situé à l'extrémité nord du lac Norsjø et à environ sept kilomètres à l'est de Bø. Le centre administratif de la commune, Akkerhaugen se situe à cinq kilomètres à l'est de Gvarv.

## Localité
Le village abrite la plus grande tribu de castors vivant en liberté et la visite des lieux de vie des castors est une activité touristique populaire.
Il y a litige sur l'origine du nom de lieu[réf. nécessaire]. Certains[Qui ?] pensent qu'il procède du norrois Hvarf, ce qui signifie « courbure », car le village est situé dans un méandre de la rivière Bøelva[réf. nécessaire]. Cette théorie est soutenue par le très officiel Lexique des noms de lieux norvégiens[réf. nécessaire].
Gvarv a longtemps été connu pour avoir été  le lieu où les températures les plus estivales de Norvège ont été relevées officiellement. Cette situation a changé, cependant, lorsque la station météorologique a été déplacée plus haut dans le village en 1989. Cela a conduit à des protestations et des manifestations dans lesquelles des pommes furent jetées sur la nouvelle station météorologique.

## Culture des fruits
Gvarv est considéré comme la capitale des fruits de la Norvège, c'est d'ailleurs l'activité principale du village. Un lieu de stockage de fruits occupe près du quart du centre du village. Le blason du village est d'ailleurs un pommier doré sur fond bleu.

## Art et culture
Erik Werenskiold a peint beaucoup de ses paysages les plus célèbres dans les environs de Gvarv où il avait de la famille et passa les étés de 1883 à 1885.
Au mois de septembre se tient la fête de la pomme Eplefest
Depuis 2005 se tient chaque mois d'août le festival de musique Kartfestivalen.

## Gare de Gvarv

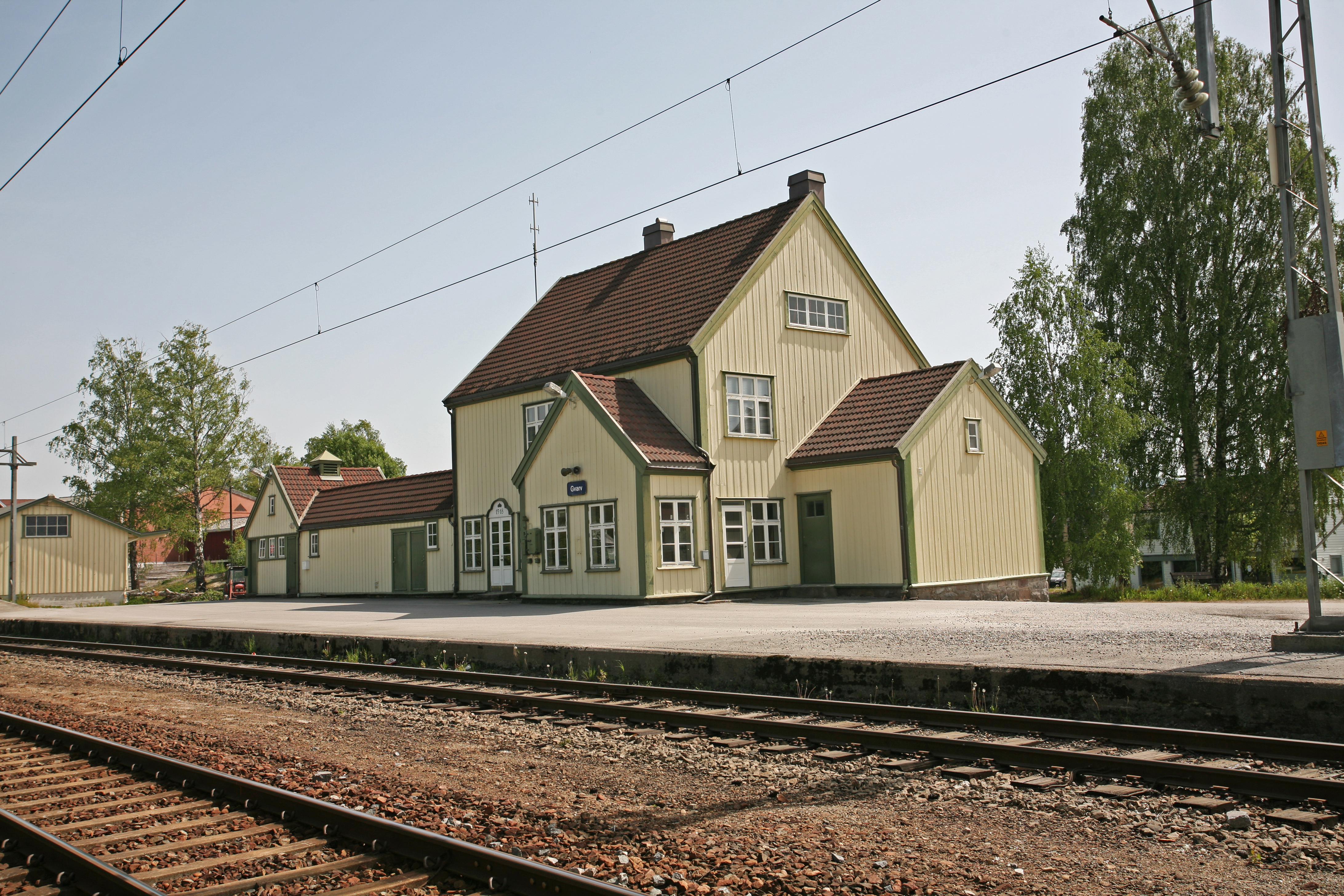
La gare en 2008 (photo:Trond Strandsberg)

La gare de Gvarv, aujourd'hui désaffectée, est sur la ligne du Sørland. Elle fut quelque temps une gare terminus de la ligne lorsque le tronçon entre Nordagutu et Gvarv fut ouvert le 18 décembre 1922. Le tronçon suivant qui allait jusqu'à Bø fut mis en service le 1er décembre 1924.
La gare a été habitée jusqu'en 1968. Le trafic passager a fermé le 2 juin 1991. Pour autant, la gare n'est toujours pas officiellement fermée.

## Sport
Gvarv IL est le club de sport de Gvarv avec une section de karaté et de football qui joue en 4e division norvégienne (cinquième niveau norvégien) depuis 2011. En 2009, Gvarv avait réussi à terminer premier de son groupe et monta en 3e division pour la saison 2010 mais fut rétrogradé aussitôt.